# 1895 год в авиации
Список событий в авиации в 1895 году.

## События

### Без точной даты
- Создаёт свою собственную серию планеров британец Перси Пилшер. Планеры получили названия Бэт, Битл и Галл.[1]

## Персоны

### Родились
- 14 февраля — Микулин, Александр Александрович, советский конструктор авиационных двигателей и Главный конструктор ОКБ ЦИАМ, ОКБ заводов №24, №300.
- 16 апреля — Жуков, Александр Иванович, советский лётчик-испытатель 1-го класса, капитан.
- 30 мая — Черёмухин, Алексей Михайлович, советский авиационный конструктор, создатель первого отечественного вертолёта.
- 22 июля — Сухой, Павел Осипович, советский авиаконструктор, доктор технических наук. Дважды Герой Социалистического Труда (1957, 1965), лауреат Ленинской, Сталинской и Государственных премий, лауреат премии № 1 им. А. Н. Туполева, один из основателей советской реактивной и сверхзвуковой авиации.

### Скончались
- 27 февраля — Телешов, Николай Афанасьевич, российский изобретатель, пионер авиации, автор первого в России проекта самолёта, а также одного из первых в мире проектов реактивного самолёта.